# Uroczystość Świętych Apostołów Piotra i Pawła

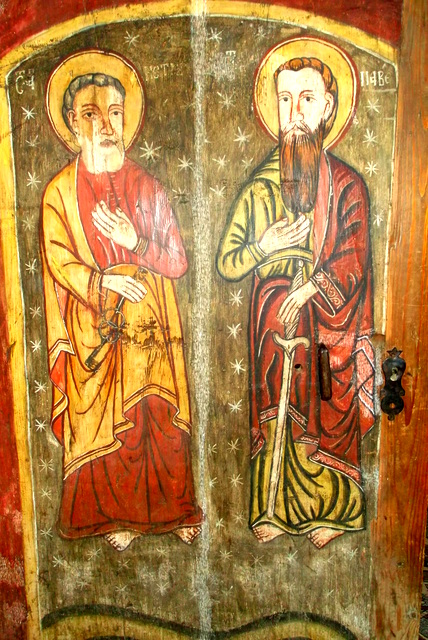
Św. Piotr i Paweł w malowanej cerkwi w Desesti – Północna Rumunia

Świętych Apostołów Piotra i Pawła – uroczystość liturgiczna w Kościele katolickim i prawosławnym obchodzona 29 czerwca ku czci świętych apostołów: Piotra i Pawła, zwanych Książętami Apostołów, pierwszymi wśród zwierzchnich (cs. Sławnyje i wsiechwalnyje pierwowierchownyje apostoły: Pawieł i Pietr) dla podkreślenia ich wyjątkowych zasług dla Kościoła oraz jako przykład ich wiary i powołania dla wszystkich wiernych Kościoła. Św. Paweł wspominany jest również 30 czerwca na mszy trydenckiej.
W okresie II Rzeczypospolitej (od 1925 roku) dzień był wolnym od pracy.